# カット・ダリア
カトリアナ・ウゲット（Katriana Huguet, 1990年7月29日 - ）は、ステージ名カット・ダリア（Kat Dahlia）として活動するマイアミ出身の女性シンガーソングライター、ラッパー。活動音楽ジャンルは、ラテン・ポップ、ヒップホップ・ミュージック、レゲエ。

## 来歴
1990年7月29日、フロリダ州に生まれ、キューバ生まれの両親のもとでマイアミ・ビーチで育った。
名字に当たるHuguet（ウゲット、または、ユゲイ）というフランス系の名前は、フランスの植民地だったレバノンからキューバへ移り住んだ父方の曾祖父母に由来するもの。カトリアナの両親は子供時代にキューバからアメリカ合衆国に移り住んだキューバ系アメリカ人。そういう両親に育てられた為、幼少期から、セリア・クルスやティト・プエンテ等のサルサやキューバ系音楽に日常的に触れる機会が多く、彼女の音楽的バックボーンとなった。
作曲活動は15歳頃から開始。ウェイトレスのバイト等でお金を貯め、2010年頃、より本格的な音楽活動の場をニューヨークに求め、近郊のニュージャージー州ノース・バーゲンに移り住み、2011年頃から、Kat Hue（カット・ヒュー）名義で音楽活動を開始、その後、カット・ダリアと名前を変え、エピック・レコードとの契約も決まり、2013年から本格的に楽曲がリリースされ始める。
2014年、NPRの音楽番組Alt.Latinoは、カット・ダリアの楽曲を1月と12月に取り上げ、2014年のお気に入りアーティストかつ今後の活躍が期待される注目の女性シンガーだと紹介した。

## ディスコグラフィー

### スタジオ・アルバム
- My Garden (2015)[4]

### シングルおよびEP盤
- Gangsta (2013)[5]
- Fireman (2013)[5]
- Clocks (2013)[3][5]
- Seeds: Mixtape (2013)
- Crazy (2014)[5]